# Valentín Muràtov
Valentin Muratov (en rus: Валентин Муратов) (Kostyukovo, Unió Soviètica 1928 - Moscou, Rússia 2006) fou un gimnasta artístic soviètic, guanyador de cinc medalles olímpiques.

## Biografia
Va néixer el 30 de juliol de 1928 a la ciutat de Kostyukovo, població situada a l'óblast de Moscou, que en aquells moments formava part de la República Socialista Federada Soviètica de Rússia (Unió Soviètica) i que avui en dia forma part de la Federació Russa. Es casà amb la gimnasta i també medallista olímpica Sofia Muràtova.
Va morir el 6 d'octubre de 2006 a la seva residència de Moscou (Rússia).

## Carrera esportiva
Va participar, als 23 anys, en els Jocs Olímpics d'Estiu de 1952 realitzats a Hèlsinki (Finlàndia), on va aconseguir guanyar la medalla d'or en la prova masculina per equips de gimnàstica artística. En aquests mateixos Jocs finalitzà quart en la prova individual i cinquè en la prova d'anelles, guanyant sengles diplomes olímpics, com a resultats més destacats.
En els Jocs Olímpics d'Estiu de 1956 realitzats a Melbourne (Austràlia) aconseguí guanyar novament la medalla d'or en la prova per equips, a les quals sumà la medalla d'or en la prova d'exercici de terra i salt sobre cavall, a més de la medalla de plata en la prova d'anelles. En l'exercici individual finalitzà en cinquena posició, així com novè en la prova de cavall amb arcs.
Al llarg de la seva carrera guanyà sis medalles en el Campionat del Món de gimnàstica artística, entre elles cinc medalles d'or.